# BMW 132
Il BMW 132 era un motore aeronautico radiale a 9 cilindri posizionati su una singola stella sviluppato dall'azienda tedesca BMW Flugmotorenbau GmbH all'inizio degli anni trenta.
Sviluppo dello statunitense Pratt & Whitney R-1690 Hornet, del quale acquista una licenza di produzione, venne prodotto a partire dal 1933, equipaggiando numerosi modelli tedeschi del periodo e diventando uno dei motori aeronautici di maggior successo nella ricostituzione dell'aviazione tedesca del periodo prebellico. Realizzato in diverse versioni, alla fine della sua produzione, durata fino al 1945, si attesterà sulle oltre 21.000 unità costruite.

## Storia del progetto
Nell'ambito di un programma di aggiornamento dei propri modelli da presentare al mercato dell'aviazione la BMW riesce a stipulare, con data 3 gennaio 1928, un contratto con l'azienda statunitense Pratt & Whitney per la produzione su licenza del Pratt & Whitney Hornet A, identificato anche come R-1690 in base alle convenzioni di designazione militari statunitensi del periodo, nei propri stabilimenti di Monaco di Baviera. La BMW, che decide di commercializzarlo come BMW Hornet, lo introduce sul mercato quasi senza alcuna modifica rispetto al progetto originale iniziando nel contempo un programma di sviluppo migliorativo del modello.
La direzione tecnica però non si limitò a realizzare una copia quasi identica all'originale Hornet ma ben presto cominciarono a svilupparne una versione evoluta che si concretizzò nel 132 avviato alla produzione nel 1933.
Negli anni seguenti vennero prodotte versioni sempre più potenti, dotandolo di un sistema di iniezione di carburante in luogo degli originali carburatori (questi ultimi rimasti in produzione per dotare aerei ad uso civile) riuscendo a raggiungere potenze vicine ai 1.000 CV.
Dal 132 venne successivamente sviluppato il 9 cilindri BMW 134 ed il 18 cilindri BMW 139, quest'ultimo ottenuto accostando le due stelle da 9 cilindri, rimasti entrambi a livello sperimentale.

## Versioni
| Tabella comparativa dei dati tecnici relativi alle principali versioni del BMW 132 |             |           |           |           |           |           |           |       |
|                                                                                    |             | 132A      | 132Dc     | 132F      | 132J      | 132K      | 132M      | 132N  |
| Alesaggio                                                                          | mm          | 155,5     | 155,5     | 155,5     | 155,5     | 155,5     | 155,5     | 155,5 |
| Corsa                                                                              | mm          | 162       | 162       | 162       | 162       | 162       | 162       | 162   |
| Cilindrata                                                                         | L           | 27,7      | 27,7      | 27,7      | 27,7      | 27,7      | 27,7      | 27,7  |
| rapporto di compressione                                                           |             | 6,0:1     | 6,5:1     | 6,5:1     | 6,5:1     | 6,5:1     | 6,5:1     | 6,5:1 |
| Rapporto di riduzione                                                              |             | -         | 1,613     | 1,613     | 1,38      | 1,38      | 1,613     | 1,613 |
| Lunghezza                                                                          | mm          | 1 270     | 1 411     | 1 256     | 1 256     | 1 256     | 1 256     |       |
| Diametro                                                                           | mm          | 1 405     | 1 380     | 1 372     | 1 372     | 1 372     | 1 372     |       |
| Peso a vuoto                                                                       | kg          | 430       | 525       | 525       | 525       | 525       | 525       | 525   |
| Potenza al decollo                                                                 | CV/giri/min | 725/2 050 | 850/2 450 | 800/2 350 | 960/2 550 | 960/2 550 | 865/2 450 |       |
| Potenza di crociera                                                                | CV/giri/min | 550/1 930 | 550/2 100 | 650/2 200 | 715/2 200 | 715/2 200 | 670/2 250 |       |
| Quota di stazionamento                                                             | m           |           |           |           |           | 1 800     |           |       |
| Consumo specifico                                                                  | g/CV·h      | 230       |           |           |           | 215       |           |       |

## Velivoli utilizzatori
Germania
- Arado Ar 95
- Arado Ar 195
- Arado Ar 196
- Arado Ar 197
- Blohm & Voss BV 137 A
- Blohm & Voss Ha 140
- Blohm & Voss BV 141 A
- Blohm & Voss BV 142
- Dornier Do 17 P
- Dornier Do 18 L
- Focke-Wulf Fw 62
- Focke-Wulf Fw 200 (prototipi V2 e V3)
- Heinkel He 114
- Heinkel He 115
- Henschel Hs 122
- Henschel Hs 124
- Junkers Ju 46
- Junkers Ju 52/3m
- Junkers Ju 90
- Junkers Ju 160

## Galleria d'immagini

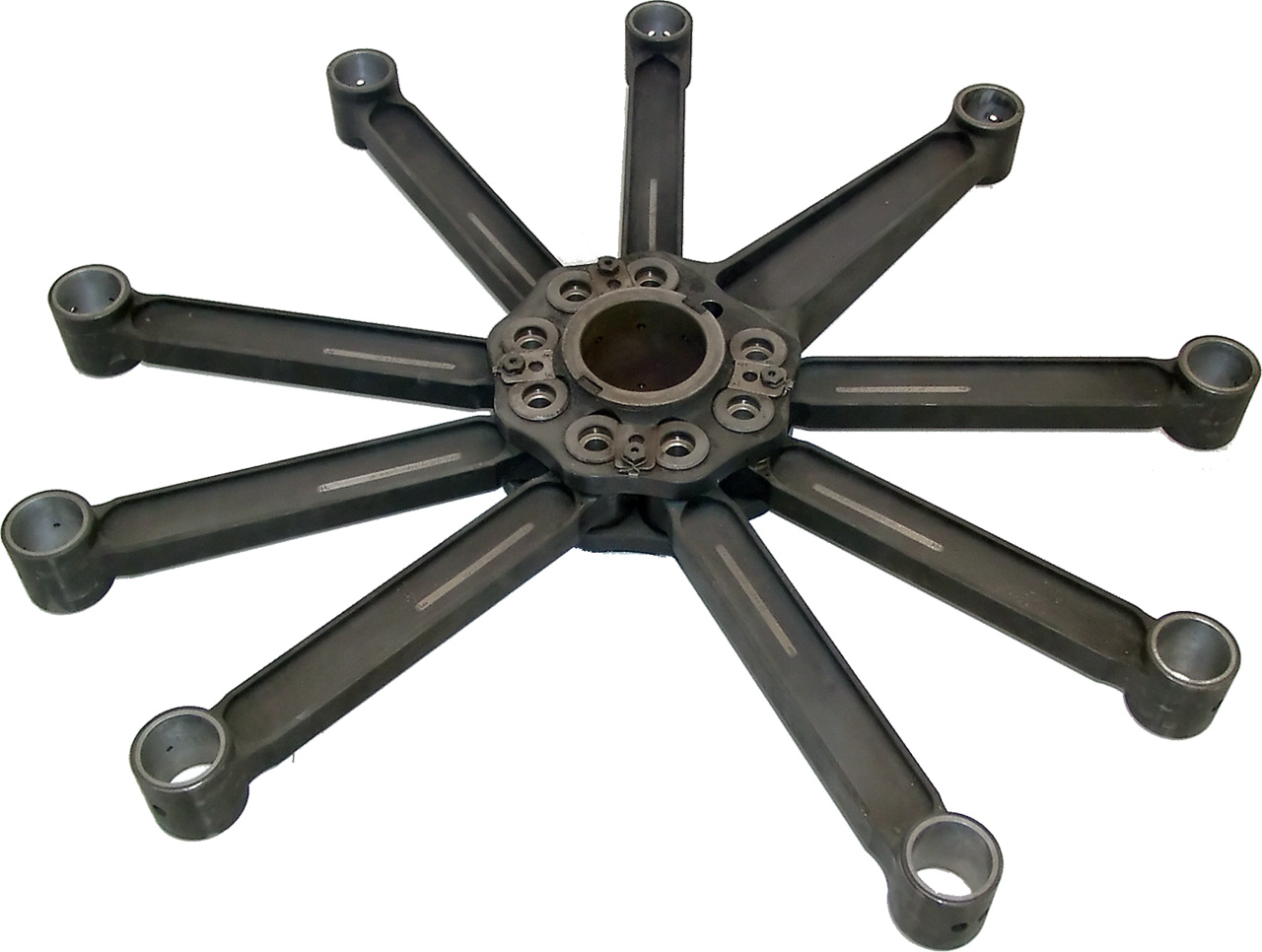
Biella madre di un BMW 132
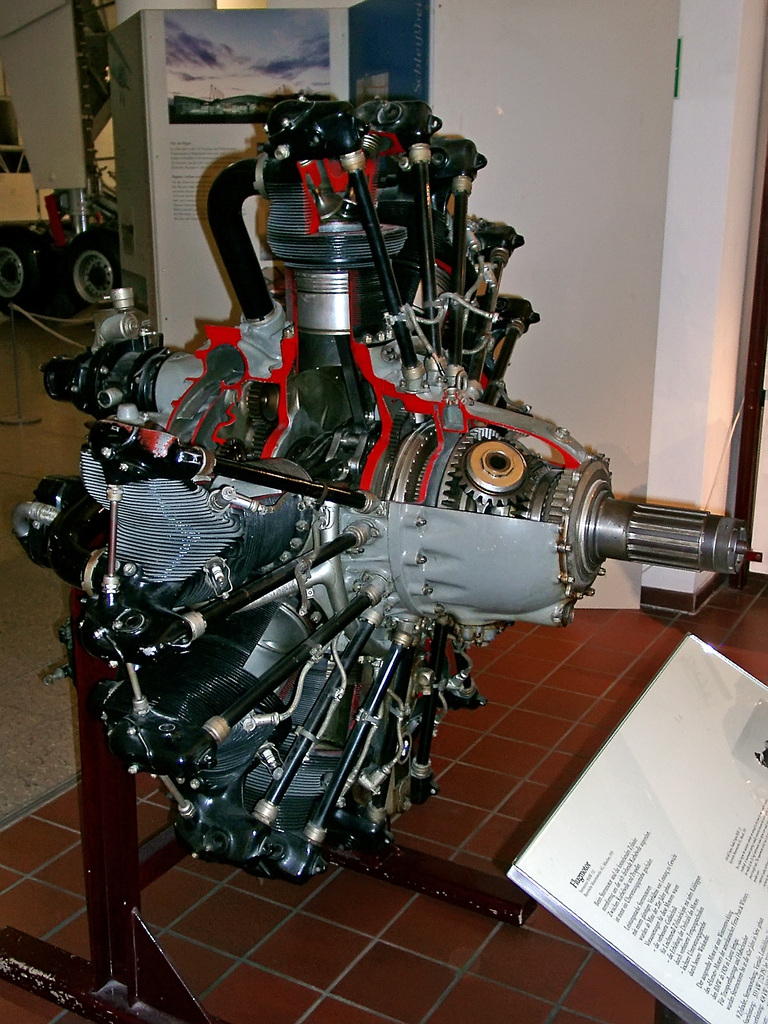
Vista laterale di un esemplare sezionato
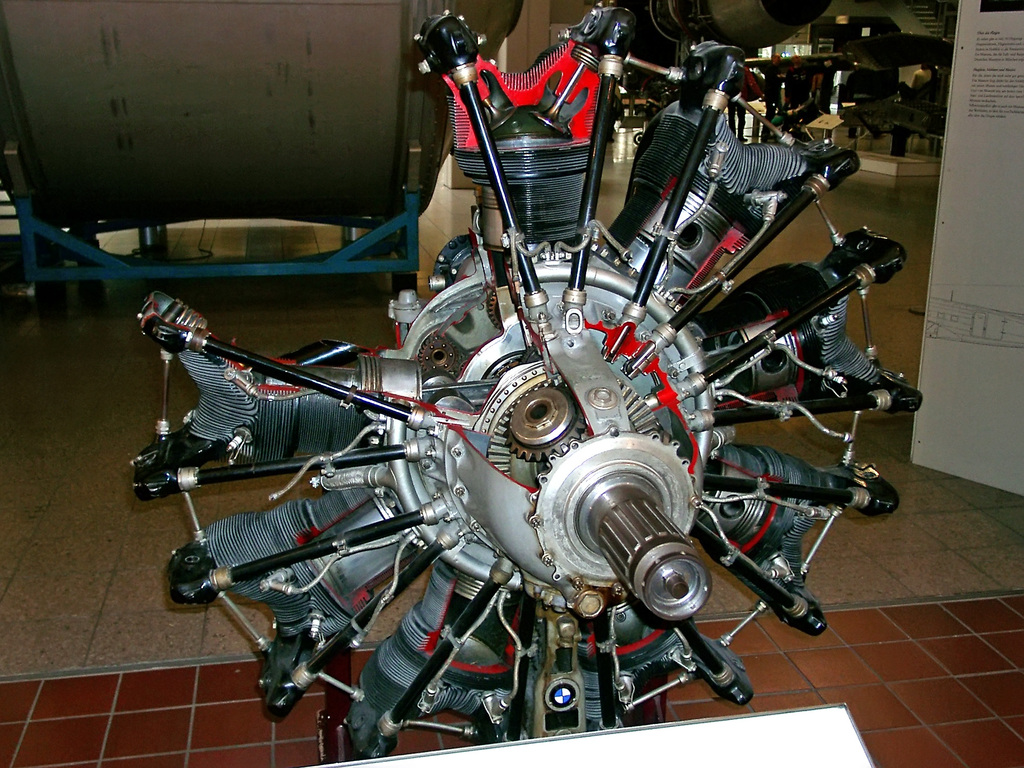
Vista frontale di un esemplare sezionato
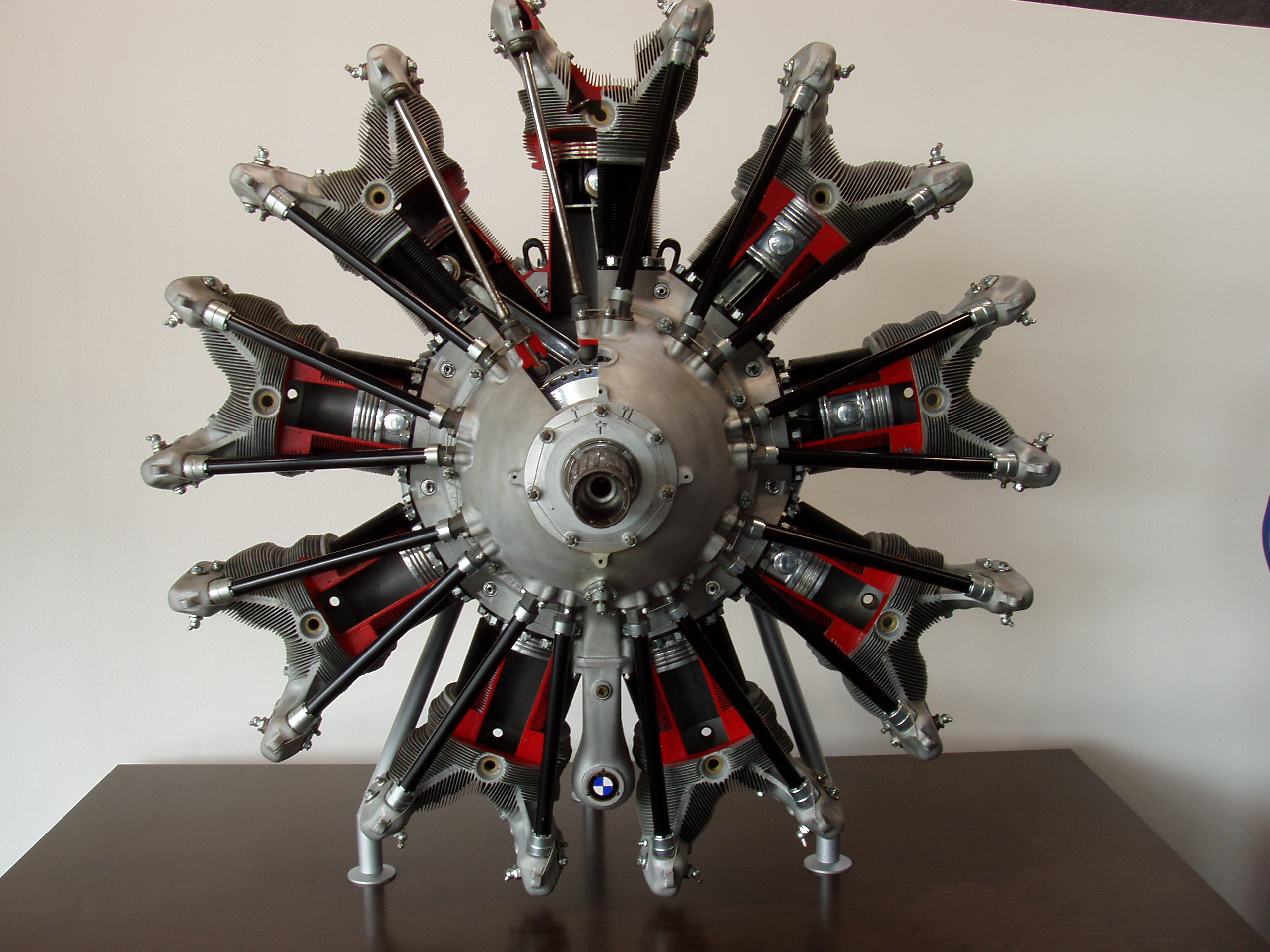
Vista frontale di un esemplare sezionato esposto al BMW Museum di Monaco di Baviera
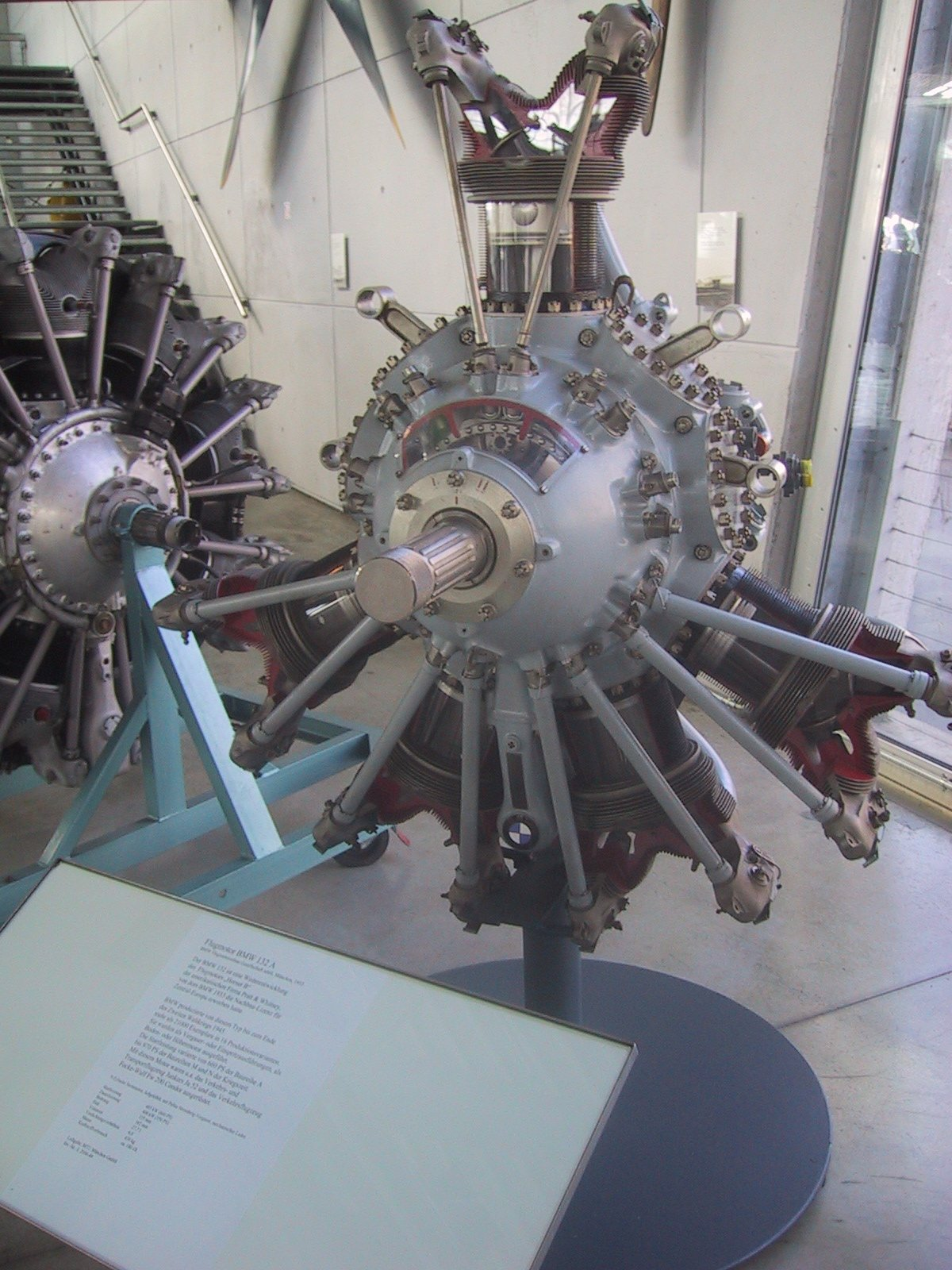
Un BMW 132 ampiamente sezionato esposto presso il Deutsches Museum di Monaco di Baviera, Germania